# Otto Ambros (Chemiker)

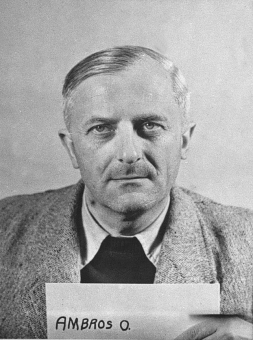
Otto Ambros während der Nürnberger Prozesse

Otto Ambros (* 19. Mai 1901 in Weiden in der Oberpfalz; † 23. Juli 1990 in St. Georgen im Schwarzwald) war ein deutscher Chemiker, verurteilter Kriegsverbrecher und Wehrwirtschaftsführer. Letzteres kennzeichnet seine maßgebliche Rolle in der Zusammenarbeit von NS-Staat und I.G. Farben. Ambros war katholisch, verheiratet und hatte zwei Kinder.

## Leben
Ambros, Sohn des Oberstudiendirektors Carl Ambros und dessen Ehefrau Elsa, beendete seine Schullaufbahn 1920 mit dem Abitur an der Oberrealschule München. Ab 1919 war er Zeitfreiwilliger bei einem Freikorps. Ab 1920 studierte er an der Ludwig-Maximilians-Universität München Chemie. An der Technischen Hochschule in München war er für drei Semester (Winterhalbjahr 1920/21 bis Winter-Halbjahr 1921/22) Hospitant in der landwirtschaftlichen Abteilung. 1921 wurde er Mitglied des Corps Suevia München. Mit einer Doktorarbeit beim Nobelpreisträger Richard Willstätter über ein Thema aus der Fermentchemie wurde er 1925 zum Dr. phil. (magna cum laude) promoviert.

### Erste Berufstätigkeit bei der BASF
Ab 1. April 1926 war er bei der BASF im neu gegründeten Biolabor des Werkes Oppau mit biochemischen Studien der Ferment- und Vitamin-Forschung tätig und anschließend mit der Chemie des Kautschuks und der Harze befasst. 1930 verbrachte er einen einjährigen Studienaufenthalt in Sumatra, Malakka und Ceylon. In Sumatra arbeitete er ein halbes Jahr in den Laboratorien der Rubber Cultuur Maatschappij Amsterdam (Acomo N.V) unter Ernst Fickendey. Ziele dieser von Carl Bosch befürworteten Reise waren, die Gewinnung des natürlichen Kautschuks vor Ort zu studieren und Informationen zu den Erzeugungskosten des natürlichen Kautschuks im Wettbewerb zum synthetischen Kautschuk zu sammeln.

### Karriere innerhalb der I.G. Farben
Nach seiner Rückkehr arbeitete Ambros in verschiedenen I.G.-Werken, um seine Kenntnisse auf dem Farben- und Zwischenproduktgebiet zu erweitern. 1934 erhielt er Gesamtprokura für die I.G. Farben in Frankfurt und die Zweigniederlassungen in Ludwigshafen, Leverkusen, Uerdingen und Bitterfeld.
1935 übernahm Ambros als Chemiker die Verantwortung für die Entwicklung der Buna-Synthese und den Aufbau des ersten Buna-Werks der I.G. Farben in Schkopau. Die Grundsteinlegung fand am 24. April 1936 statt. Im Februar 1937 wurde Ambros zum stellvertretenden Geschäftsführer der neugegründeten Gesellschaft Bunawerke GmbH mit Sitz in Merseburg ernannt. Von 1937 bis Mai 1939 war Ambros Betriebsführer des Buna-Werks gemäß dem Gesetz zur Ordnung der nationalen Arbeit.
1938 begann der Aufbau des zweiten Buna-Werks in Hüls, das 1940 in Betrieb ging. Ambros wurde von Mai bis November 1938 zum Geschäftsführer bestellt und anschließend in den Aufsichtsrat der Chemische Werke Hüls GmbH berufen, einer gemeinsamen Gesellschaft von I.G. Farben und Bergwerksgesellschaft Hibernia AG.
Zu Beginn des Jahres 1938 erfolgte zunächst Ambros’ Bestellung zum stellvertretenden Vorstandsmitglied und schon Mitte 1938 zum Vorstandsmitglied der I.G. Farben in Frankfurt und der Zweigniederlassungen in Frankfurt (Farbwerke vormals Meister Lucius & Brüning und Leopold Cassella & Co.), Wuppertal-Elberfeld (Bayer), Ludwigshafen (BASF), Leverkusen (Bayer), Berlin (Agfa), Bitterfeld (Chemische Fabrik Griesheim-Elektron) und Krefeld-Uerdingen (Chemische Fabriken vorm. Weiler ter Meer). Im gleichen Jahr übernahm Ambros die Leitung aller Betriebe der organischen Chemie im Werk Ludwigshafen und wurde Mitglied im Aufsichtsrat der Chem. Werke Hüls GmbH in Marl.
Von 1938 bis zum Kriegsende 1945 war Ambros Mitglied im Technischen Ausschuss (TEA) der I.G. Farben. Er beriet Carl Krauch ab 1940 bei der Erstellung des Vierjahresplans als Leiter der Abteilung Forschung und Entwicklung. Am 18. Oktober 1938 wurde er Mitglied im Chemikalien-Ausschuss und am 14. März 1940 Vorsitzender der Kommission für Waschrohstoffe. 1940 wurde Ambros zum Geschäftsführer der Luranil Bau GmbH bestellt.

### Kampfstoffe
Ambros war federführend an der großtechnischen Herstellung der von Gerhard Schrader entdeckten chemischen Kampfstoffe Sarin und Tabun beteiligt.
Im Juli 1942 wurde beim Rüstungslieferungsamt die „Arbeitsgruppe K“ für die kriegswichtige Fertigung von Kampfstoffen eingerichtet, die später unter der Bezeichnung „Sonderausschuss C“ fortgeführt wurde. Otto Ambros wurde zu ihrem Leiter ernannt. Der Chemiker Jürgen von Klenck war sein Stellvertreter. Der Sonderausschuss C war ebenso wie die Sonderausschüsse Pulver und Sprengstoff ab Herbst 1942 in den neugegründeten Hauptausschuss Pulver und Sprengstoffe (Leitung: Generaldirektor Otto Sarrazin, Vorstand der WASAG und der WASAG Chemie) eingegliedert. Der Sonderausschuss C koordinierte die drei zugeordneten Ausschüsse zu den Arbeitsgebieten Kampfstoffe (Leitung: Otto Ambros/Ludwigshafen), Nebelstoffe (Leitung: Carl Wurster/Ludwigshafen) und Aktivkohlen (Leitung: Niemann/Leverkusen). Aufgabe des Sonderausschusses C war, jeweils bis zum 15. eines Monats die Produktionsentwicklung der Kampfstoffe zu überprüfen und alles Erforderliche zur Produktionssicherung zu unternehmen. Produziert werden sollten die neu entwickelten Kampfstoffe Tabun am Standort Dyhernfurth und Sarin an den Standorten Dyhernfurt und Falkenhagen sowie zahlreiche schon im Ersten Weltkrieg eingesetzten Kampfstoffe, insbesondere Lost am Standort Gendorf.
Als Wehrwirtschaftsführer für „Chemische Kampfstoffe“ erläuterte Ambros Mitte Mai 1943 im Führerhauptquartier Adolf Hitler persönlich die Auswirkungen der Nervengase Sarin und Tabun. Fehlende oder zu geringe Materialzuteilungen verzögerten allerdings regelmäßig den Neubau und die Kapazitätserweiterung von bestehenden Produktionsanlagen. Fachpersonal für Montage und Betrieb der Produktionsanlagen fehlte an allen Standorten. Anlagen zur Vorproduktherstellung waren in den Kriegsjahren durch gegnerische Luftangriffe beschädigt worden, sodass ein Mangel an für die Kampfstoffproduktion notwendigen Vorprodukten (Toluol, Methanol, Natriumcyanid, Äthylenoxid u. a.) entstand, der zu einer Einschränkung der Produktion von Tabun und Lost zugunsten der Herstellung von Pulver und Sprengstoffen zwang.
Otto Ambros und der Hauptleiter der Zentralbuchhaltung der I.G. Farben, Paul Dencker,  waren seit 1941 Geschäftsführer der Anorgana GmbH, der Tochtergesellschaft der I.G. Farben, die in ihren von der I.G. Farben ausgelagerten Betriebsstätten in Gendorf (Oberbayern) und Dyhernfurth (Schlesien) die Kampfstoffe Direkt-Lost, Tabun und Sarin herstellen sollte. Die Versuchsanlage für Sarin in Dyhernfurth (Sarin I) mit einer Leistung von 100 Monatstonnen war am 1. Februar 1944 zu 70 % fertiggestellt und sollte zum 1. Januar 1945 in Betrieb gehen. Für den Betrieb der Sarin-Anlage am Standort Falkenhagen (Mark) (Sarin II) mit einer Leistung von 500 Monatstonnen wurde am 3. September 1943 die Turon GmbH als gemeinsame Gesellschaft von I.G. Farben und Verwertungsgesellschaft für Montanindustrie GmbH mit jeweils 50 % Gesellschaftsanteilen gegründet. Auch bei dieser Gesellschaft war Ambros als einer der Geschäftsführer tätig. Die Turon GmbH wurde im April 1944 in Monturon GmbH umbenannt, da befürchtet wurde, dass Post mit Unterlagen, die der Geheimhaltung unterliegen, an die 1935 gegründete, namensgleiche Gesellschaft Turon Gesellschaft für pharmazeutische Präparate mbH mit Sitz in Frankfurt zugestellt werden könnte. Die Turon beantragte 1943 die Befreiung von einzelnen handelsrechtlichen Vorschriften aus Gründung der Geheimhaltung, sodass zu dieser Gesellschaft und auch zur Monturon GmbH keine Veröffentlichungen in öffentlichen Anzeigern zu finden sind.
Sarin I und Sarin II gingen bis Kriegsende nicht in Betrieb. Bis Kriegsende war daher die Versuchsanlage in Heidkrug bei Munster die einzige Produktionsanlage für Sarin mit einer theoretischen Monatsleistung von 40 Tonnen Sarin. Ein nennenswerter Vorrat an Sarin wurde bis Kriegsende nicht aufgebaut.

### Buna
Innerhalb der I.G. Farben wurde am 20. Juni 1930 die Kunststoffkommission gegründet, die die Arbeiten innerhalb des I.G. Forschungs- und Entwicklungsapparats koordinierte und als Plattform für den wissenschaftlichen Austausch diente. Die Sitzungsprotokolle wurden regelmäßig der übergeordneten Kommission für Kunststoffe und Buna übermittelt, der seit 15. November 1938 das Vorstandsmitglied Otto Ambros vorsaß.
Mehrere kleinere Versuchsanlagen waren an Standorten der I.G. Farben in Wuppertal und Leverkusen vor 1935 errichtet worden und zu Forschungszwecken in Betrieb. Die erste großtechnische Versuchsanlage zur Buna-Herstellung wurde am neuen Standort Schkopau 1936 errichtet. Es folgten eine erste großtechnische Produktionsanlage am gleichen Standort 1937 und weitere Buna-Produktionsanagen am Standort Hüls 1938, im Stammwerk der BASF in Ludwigshafen 1941 und in Auschwitz 1941. Der im Januar 1940 begonnene Bau des Buna-Werks in Rattwitz an der Oder bei Breslau wurde schon im Juli 1940 stillgelegt, weil seitens der I.G. Farben nach dem Waffenstillstand in Frankreich im Juni 1940 kein zusätzlicher Bedarf an Buna prognostiziert wurde.
Bunawerke GmbH Schkopau (Buna I)
Die Entscheidung für den Standort Schkopau fiel 1935 wegen Synergien mit nahegelegenem Standort Merseburg. Grundsteinlegung war am 25. April 1936. Am 15. Februar 1937 wurde die Bunawerke GmbH Merseburg als Tochter der zu I.G. Farben gehörenden Ammoniakwerk Merseburg GmbH mit einem Stammkapital von 30 Mio. Reichsmark gegründet. Otto Ambros und Chefbuchhalter der I.G. Farben Paul Dencker wurden im Handelsregister zunächst als stellvertretende Geschäftsführer eingetragen.
Baubeginn der ersten Buna-Anlage am Standort Schkopau war März 1936. Diese Anlage war als Großversuchsanlage auf die Produktion von 2.400 Tonnen pro Jahr ausgelegt. Sie ging am 25. Februar 1937 in Betrieb. Nach einigen Monaten konnte ein erfolgreicher Betrieb mittels Vierstufenverfahren durch gleichmäßige Ware mit guter Qualität nachgewiesen werden. Daraufhin wurde 1937 umgehend mit dem Bau einer großtechnische Anlage mit einer Leistung von 24.000 Tonnen Buna pro Jahr begonnen, die 1939 in Betrieb ging. Grundlage der Finanzierung war ein erster Buna-Vertrag zwischen I.G. Farben und Deutschem Reich, mit dem das Deutsche Reich ein Baudarlehen von 90 Mio. RM und eine vollständige Abnahme- und Preisgarantie für den synthetischen Kautschuk gewährte. 1939 wurden etwa 17.000 Tonnen Buna-S produziert. Ambros übergab seine Aufgabe als Werksleiter nach der erfolgreichen Inbetriebnahme der Großanlage am 29. April 1939 an Carl Wulf. Nach weiterem Ausbau erhöhte sich die Leistung des Buna-Werks Schkopau ab Winter 1941/42 auf etwa 67.000 Tonnen Buna-S.
Chemische Werke Hüls (Buna II)
Im Januar 1937 beschloss die I.G. Farben, das nächste Buna-Werk am Standort Hüls zu errichten, dessen Gelände sich bereits zum großen Teil im Eigentum der I.G. Farben befand. Als Prozess zur Herstellung von Buna-S und Buna-SS (mit erhöhtem Styrol-Anteil) sowie weiterer Sorten war das Vierstufenverfahren geplant mit dem Verfahrensschritt der Acetylen-Herstellung über Lichtbogenverfahren. Dafür war die Errichtung eines Kraftwerks der STEAG mit bis zu 184 MW Leistung am Standort erforderlich.
Am 9. Mai 1938 wurde die Chemische Werke Hüls GmbH in Marl als gemeinsame Gesellschaft der I.G. Farben (74 % Gesellschaftsanteil) und der Hibernia (26 %) mit einem Stammkapital von 30 Mio. Reichsmark gegründet. Gründungsgeschäftsführer waren Otto Ambros (I.G. Farben) und der Kaufmann Direktor Friedrich Brüning (Hibernia AG). Mit einem zweiten Buna-Vertrag zwischen I.G. Farben und Deutschem Reich im März 1939 als reinem Darlehensabkommen wurde die Baufinanzierung sichergestellt.
Baubeginn vor Ort war am 16. Mai 1938. Verzögerungen im Baufortschritt ergaben sich aus Mangel an Bau- und Montagearbeitern, Schwierigkeiten bei der Bauplanung und Materialbeschaffung. Die Bunaproduktion ging in Betrieb im August 1940. Die Jahresleistung war zunächst auf 12.000 Tonnen Buna pro Jahr ausgelegt. Im Endausbau sollten 45.000 Tonnen pro Jahr erzeugt werden, die aber wegen Produktionsstörungen durch Schäden bei Luftangriffen nicht erreicht werden konnten. Nach Angaben der I.G. Farben wurden erreicht: 1940: 2.300 t/a (= Tonnen pro Jahr), 1941: 25.000 t/a, 1942: 36.600 t/a, 1943: 34.300 t/a und 1944: 38.500 t/a verschiedene Buna-Sorten.
Ludwigshafen (Buna III)
Im Frühjahr 1941 wurde Ambros die Planung, der Bau und die Oberleitung von Buna III übertragen. Die Buna-Produktion im Werk Ludwigshafen ging im April 1943 in Betrieb. Der Prozess war als Dreistufenverfahren konzipiert, das von Walter Reppe entwickelt worden war. Die I.G. Farben erhielt die Genehmigung zum Bau dieser Anlage nur, weil sie sich bereiterklärte, das vierte Buna-Werk im Osten zu bauen.
Auschwitz (Buna IV)
Nach mehreren Besichtigungsreisen durch Oberschlesien im Oktober 1939, Ende 1940, Mitte Januar 1941 (Oberingenieur Max Faust, Bauabteilung der I.G. Farben) und Anfang Februar (Otto Ambros, Baudirektor Camill Santo, Wilhelm Biedenkopf und Kurt Eisfeld) fiel Anfang 1941 die Entscheidung für den Standort zwischen den Gemeinden Auschwitz, Dwory und Monowitz. Ausschlaggebend für die Wahl des Standortes waren ein ebenes und hochwasserfreies Baugelände, die Verfügbarkeit von Rohstoffen und Vorprodukten, eine genügende Wasserversorgung und die günstige verkehrstechnische Lage.
Der Technische Ausschuss der I.G. Farben (TEA) entschied am 19. und 24. März 1941 über die technische Ausrichtung des neuen Werkes und dessen Produktionsvolumen. Geplant war die Errichtung und der Betrieb einer Anlage zur Herstellung von Buna-S mittels Vierstufenverfahren wie im Buna-Werk Schkopau mit einer Leistung von 30.000 Tonnen pro Jahr. In einem weiteren Werk sollten 75.000 t Benzin pro Jahr aus Steinkohle gewonnen werden. Der Bedarf an Steinkohle sollte durch Lieferungen aus den von der Fürstengrube GmbH betriebenen Bergwerken Fürstengrube, Heinrichsfreude (mit den Schachtanlagen Piast und Günther) und Janina gedeckt werden. Den Bergwerken waren die Zwangsarbeitslager KZ Fürstengrube, KZ Günthergrube und KZ Janinagrube zugeordnet, die Außenlager des KZ Auschwitz waren. Otto Ambros war seit 1942 Mitglied im Aufsichtsrat der Fürstengrube GmbH.
Am 7. April 1941 wurde das Vorhaben Buna-Werk Auschwitz unter dem Decknamen „BIV“ den zuständigen Genehmigungsbehörden auf einer Sitzung in Kattowitz vorgestellt. Es wurden von keiner Seite grundsätzliche Einwendungen erhoben.
Am 25. April 1941 segnete der Konzernvorstand die Beschlüsse des TEA ab. Mit den zentralen Planungsaufgaben zum Bau der neuen Werke am Standort Auschwitz wurden Walther Dürrfeld, Baudirektor Camill Santo und Erich Mach unter Leitung der I.G.-Farben-Vorstandsmitglieder Ambros und Heinrich Bütefisch beauftragt. Vermessungsarbeiten und erste Bauarbeiten begannen noch im gleichen Monat. Die für das Werk Auschwitz erforderlichen Grundstücke wurden von der I.G. Farben für etwa 4,7 Mio. RM von der öffentlichen Hand erworben. Die bisherigen Grundstückseigentümer waren damit enteignet.
Als Arbeitskräfte zum Bau der Werksanlagen waren auch Häftlinge aus dem Konzentrationslager Auschwitz eingeplant. Für diese Häftlinge wurde das Konzentrationslager Monowitz, Auschwitz III errichtet.
Am Standort Auschwitz konnte bis Kriegsende kein Buna produziert werden.

### Ehrungen bis Kriegsende 1945
Zum 1. Mai 1937 trat Otto Ambros der NSDAP bei (Mitgliedsnummer 6.099.289) Am 30. Januar 1941 wurde Ambros Wehrwirtschaftsführer. Im Oktober 1944 erhielt er die Todt-Nadel, im Februar 1945 wurde ihm das Ritterkreuz des Kriegsverdienstkreuzes verliehen.
Die naturwissenschaftlich-mathematische Fakultät der Albert-Ludwigs-Universität Freiburg im Breisgau verlieh Otto Ambros am 15. November 1944 den Grad und die Rechte des Dr. rer. nat. honoris causa für „seine hervorragenden Verdienste um die Förderung der chemischen Technik auf makromolekularem Gebiet, um die Einführung von neuen Polymerisationsprozessen und um die Entwicklung der Kunststoffe und des Buna“. Der Dekan der Fakultät, Kurt Walter Merz, lud Ambros für den 15. Dezember 1951 zu einem Festvortrag in feierlichem Rahmen mit Hinweis auf die Ehrenpromotion von 1944 ein.

### Inhaftierung und Verurteilung im Nürnberger I.G.-Farben-Prozess

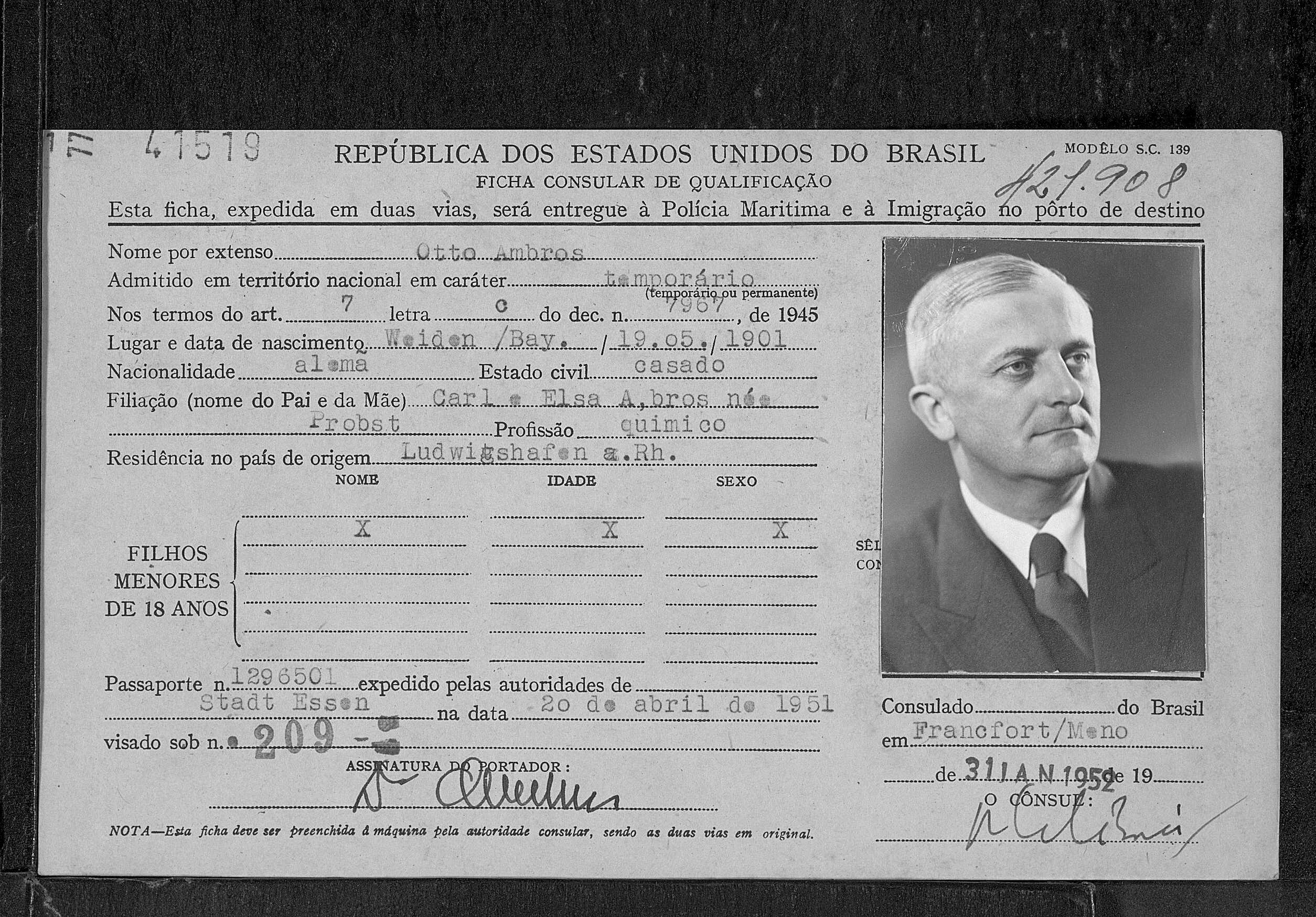
Einwanderungskarte nach Brasilien, ausgestellt 1952 für Otto Ambros

Ambros nahm nach Kriegsende seine Tätigkeit In Ludwigshafen/Oppau wieder auf, bevor er durch die Franzosen ab dem 21. Januar 1946 in dem Displaced-Person-Camp Altschweier inhaftiert, am 2. Mai 1946 aber wieder entlassen wurde. Für den I.G.-Farben-Prozess wurde Ambros am 11. Dezember 1946 erneut in Gewahrsam genommen. Schwerpunkte der Anklage waren die Herstellung von Kampfstoffen und der Aufbau des I.G.-Farben-Werks in Auschwitz. Walter Dürrfeld und Ambros galten im I.G.-Farben-Prozess als Hauptverantwortliche für das KZ Auschwitz III Monowitz und den Einsatz der dortigen Zwangsarbeiter bei der Errichtung des I.G.-Farben-Werks Auschwitz bei hoher Fluktuation. Als Verteidiger von Ambros im Prozess fungierte der Rechtsanwalt Karl Hoffmann, der in seinem Plädoyer für Ambros am 4. Juni 1948 mit der Behauptung glänzte: „Die in Auschwitz sterben mussten, haben andere auf dem Gewissen, nicht aber Otto Ambros.“. Der Versuch der Verteidigung, Ambros als Techniker ohne politisches Bewusstsein, ohne Verantwortung und ohne Befehlsgewalt als den Ausführenden, aber den Staat mit seinen Machtorganen als verantwortlichen und Tod bringenden Entscheidungsträger darzustellen, scheiterte vor Gericht, das einen Notstand, in dem sich Ambros befunden haben könnte, nicht erkennen mochte. Ambros wurde wie Dürrfeld zu acht Jahren Haft verurteilt, jedoch im Februar 1951 nach vier Jahren Haft vorzeitig aus dem Kriegsverbrechergefängnis Landsberg entlassen. Ambros’ Reisepass, ausgestellt von der Stadt Essen, datierte auf den 20. April 1951.

### Berufstätigkeit nach Haftentlassung 1951
Otto Ambros hatte als Vorstand der I.G. Farben schon vor 1945 in engem Kontakt mit Ernst Boehringer, dem Mitinhaber der Boehringer Ingelheim, gestanden. Während der Haft im Kriegsverbrechergefängnis sorgte Ernst Boehringer für jede gewünschte Unterstützung nicht nur für Otto Ambros, sondern auch für Fritz ter Meer und andere Häftlinge in Landsberg sowie, falls gewünscht oder nötig, auch für deren Familien. Am 15. Juni 1951 erhielt Ambros einen Beratervertrag von seinem Freund Ernst Boehringer.
Ambros war ebenfalls tätig als Berater für das schottische Unternehmen Distillers Ltd., das seit 1958 die Lizenz für die Herstellung des Medikaments Thalidomid im Vereinigten Königreich hatte, für das französische Unternehmen Pechiney, für Dow Chemical Europe und für W. R. Grace & Co. mit Sitz in New York.
Als Aufsichtsratsmitglied war Ambros nach seiner Haftentlassung 1951 für folgende Unternehmen (von – bis) tätig:
- SKW Süddeutsche Kalkstickstoff-Werke (1952–1967),
- Hibernia AG (1952–1966), ein Bergbaukonzern in Herne und hundertprozentige Tochter der VEBA, einer bundeseigenen Holding,
- Scholven-Chemie AG (1957–1967), eine hundertprozentige Tochter der Hibernia AG,
- VIAG Vereinigte Industrie-Unternehmungen AG (1961–1974), Industrieholding mit Hauptverwaltung in München,
- Phenolchemie (1953–1980) in Gladbeck, 1952 von Hibernia AG, Scholven Chemie AG, Rütgerswerke AG und Bakelite.GmbH gegründet,
- Grünzweig & Hartmann (1954–1972), ein Dämmstoff-Hersteller mit Verwaltungssitz in Ludwigshafen,
- Feldmühle AG (1957–1964), ab 1962 ein Unternehmen der Flick-Gruppe und
- Telefunken AG (1961–1964), ein Unternehmen der AEG.[62]

Von 1960 bis 1977 war Ambros Vorsitzender des Aufsichtsrats des Pharmaunternehmens Knoll AG in Ludwigshafen, das sich zu 74,9 % im Eigentum der Ludwigshafener Familie Arnsperger und zu 24,9 % im Eigentum der Grünenthal Chemie in Stolberg befand. Ambros wurde 1972 in den Beirat der Grünenthal GmbH berufen.
1982 forderten 150 US-Kongressabgeordnete, J. Peter Grace als Vorsitzenden des President’s Private Sector Survey on Cost Control (PPSSCC, Grace-Kommission) wegen seiner Kommentare über Puerto Ricaner und seiner Kontakte zum verurteilten Kriegsverbrecher Otto Ambros abzuberufen. Ambros war seit 1951 als technischer Berater für J. Peter Grace, langjähriger Präsident und CEO der W. R. Grace & Company, tätig, um Unterstützung bei der Entwicklung der Kohlevergasung für Grace & Co. zu leisten. Ambros hatte deshalb seit 1951 mehrfach versucht, ein Visum für die USA zu erhalten. Dies gelang ihm wohl ausnahmsweise nur in den Jahren 1968, 1969 und 1971 mit der Unterstützung von J. Peter Grace, denn seine Verurteilung als Nazi-Kriegsverbrecher waren der US-Administration und später auch der US-Öffentlichkeit bekannt und verhinderte regelmäßig eine Visumerteilung zur Einreise in die USA. Befürchtet wurde beispielsweise eine Einflussnahme von Ambros auf Graces Entscheidungen für den Präsidenten der Vereinigten Staaten als Vorsitzender des PPSSCC. Auch das United States Department of Energy hatte 1979 Interesse an Ambros’ Kenntnissen im Bereich der Kohlevergasung und -verflüssigung. Ambros Vertrag mit Grace wurde 1982 aufgelöst.
Er war außerdem Berater von Konrad Adenauer und Friedrich Flick.
1981 hatte ein amerikanischer Journalist die Gelegenheit, ein persönliches Interview mit Ambros in dessen Mannheimer Wohnung zu führen. Auf die Frage nach seinen Aktivitäten während des Zweiten Weltkrieges antwortete Ambros: „Das ist doch schon so lange her. Es hatte mit Juden zu tun. Wir denken darüber nicht mehr nach.“
Nach seinem Ableben wurde er in einer Todesanzeige durch die BASF/Knoll AG gewürdigt: „Eine ausdrucksvolle Unternehmerpersönlichkeit von großer Ausstrahlungskraft.“

## Patente
Ambros war als Erfinder allein oder mit anderen Personen an 56 Patenten beteiligt. 21 Patente stammen aus seiner Zeit bei der BASF in den Jahren 1927 bis 1931, 1942 und 1943 sowie 1975. An 14 Patenten war er während seiner Tätigkeit für die Hibernia AG und an 10 Patenten für Dynamit Nobel AG beteiligt. Die meisten seiner Patente und Patentanmeldungen sind inzwischen abgelaufen, 15 seiner Patente haben den Status „pending/ausstehend“, und 3 Patente wurden zurückgezogen.

## Veröffentlichungen
- Richard Willstätter, Wolfgang Grassmann, Otto Ambros: Blausäure-Aktivierung und -Hemmung pflanzlicher Proteasen. Hoppe-Seyler’s Zeitschrift für physiologische Chemie, 1926, Jg. 151, S. 286 ff.
- Richard Willstätter, Wolfgang Grassmann, Otto Ambros: Substrat- und Aktivitätsoptimum bei einigen proteolytischen Reaktionen. Hoppe-Seyler’s Zeitschrift für physiologische Chemie, 1926, Jg. 151, S. 307 ff.
- Richard Willstätter, Wolfgang Grassmann, Otto Ambros: Über die ereptische Komponente einiger Pflanzenproteasen. Hoppe-Seyler’s Zeitschrift für physiologische Chemie, 1926, Jg. 152, S. 160 ff.
- Richard Willstätter, Wolfgang Grassmann, Otto Ambros: Über die Einheitlichkeit einiger Pflanzenproteasen. Hoppe-Seyler’s Zeitschrift für physiologische Chemie, 1926, Jg. 152, S. 164 ff.
- Otto Ambros, Anna Harteneck: Über natürliche Aktivierung von Proteasen pflanzlicher Milchsäfte. Hoppe-Seyler’s Zeitschrift für physiologische Chemie, 1929, S. 24 ff.
- Otto Ambros, Anna Harteneck: Über die Proteasen höherer Pflanzen. Hoppe-Seyler’s Zeitschrift für physiologische Chemie, 1929, S. 93 ff.